# گمینا رادومشل ناد سانم
گمینا رادومشل ناد سانم (به لهستانی:  Gmina Radomyśl nad Sanem) یک گمینا در لهستان است که در شهرستان ستالووا وولا واقع شده‌است. گمینا رادومشل ناد سانم ۱۳۳٫۶۳ کیلومتر مربع مساحت و ۷٬۳۹۷ نفر جمعیت دارد.